# Land- und Stadtgericht Braunsberg
Das Land- und Stadtgericht Braunsberg war von 1821 bis 1849 ein preußisches Land- und Stadtgericht mit Sitz in Braunsberg.

## Geschichte
Das Land- und Stadtgericht Braunsberg wurde 1821 aus dem Stadtgericht Braunsberg, dem Justizamt Braunsberg, dem Justizamt Frauenburg und anderen gebildet. 1837 kam noch das Stadtgericht Frauenburg hinzu. Es war ein Gericht 1. Klasse im Sprengel des Oberlandesgerichts Königsberg.
1837 umfasste der Gerichtsbezirk die Stadt Braunsberg mit 7851 Gerichtseingesessenen, die Stadt Frauenburg mit 2687 Gerichtseingesessenen und 77 Ortschaften mit 8640 Gerichtseingesessenen (zusammen also 19.178 Gerichtseingesessene). Gerichtstage wurden in Frauenburg gehalten. Am Gericht waren ein Stadt- und Landrichter, drei Richter und neun weitere Mitarbeiter beschäftigt.
Nach der Märzrevolution wurden 1849 einheitlich Kreisgerichte gebildet. In Braunsberg entstand so das Kreisgericht Braunsberg.